# Саудовская Аравия на Играх доброй воли
Саудовская Аравия принимала участие в летних Играх доброй воли один раз — в Играх 2001 года.
Спортивная делегация Саудовской Аравии завоевала всего 2 медали, из них ни одной золотой.

## Медальный зачёт

### Медали на летних Играх
| Игры                   | Золото         | Серебро        | Бронза         | Всего          | Место          |
| 1986, 1990, 1994, 1998 | не участвовали | не участвовали | не участвовали | не участвовали | не участвовали |
| Брисбен 2001           | 0              | 0              | 2              | 2              | 29             |
| Всего                  | 0              | 0              | 2              | 2              |                |